# Giuseppe Attardi
Giuseppe Attardi (Vicari, 14 de septiembre de 1923-Altadena, 5 de abril de 2008) fue un biólogo molecular estadounidense de origen italiano.

## Trayectoria
Pionero en estudios sobre la estructura y función mitocondrial humana. Attardi recibió dos becas Guggenheim, en 1970 y 1986, por su trabajo en biología molecular y celular. Recibió el Premio Internacional Gairdner de Canadá en 1998 por sus contribuciones a la ciencia médica y fue seleccionado junto con Douglas C. Wallace para el Premio Passano 2000 "por sus contribuciones históricas al proyecto del genoma mitocondrial y su desarrollo de métodos innovadores para estudiar genética mitocondrial y enfermedad humana".
Fue miembro de la Academia Nacional de Ciencias de Estados Unidos desde 1984.